# Итальянский военный контингент в Афганистане
Итальянский военный контингент в Афганистане — подразделение вооружённых сил Италии, созданное в 2002 году. В 2002—2014 гг. действовало в составе сил ISAF.

## История

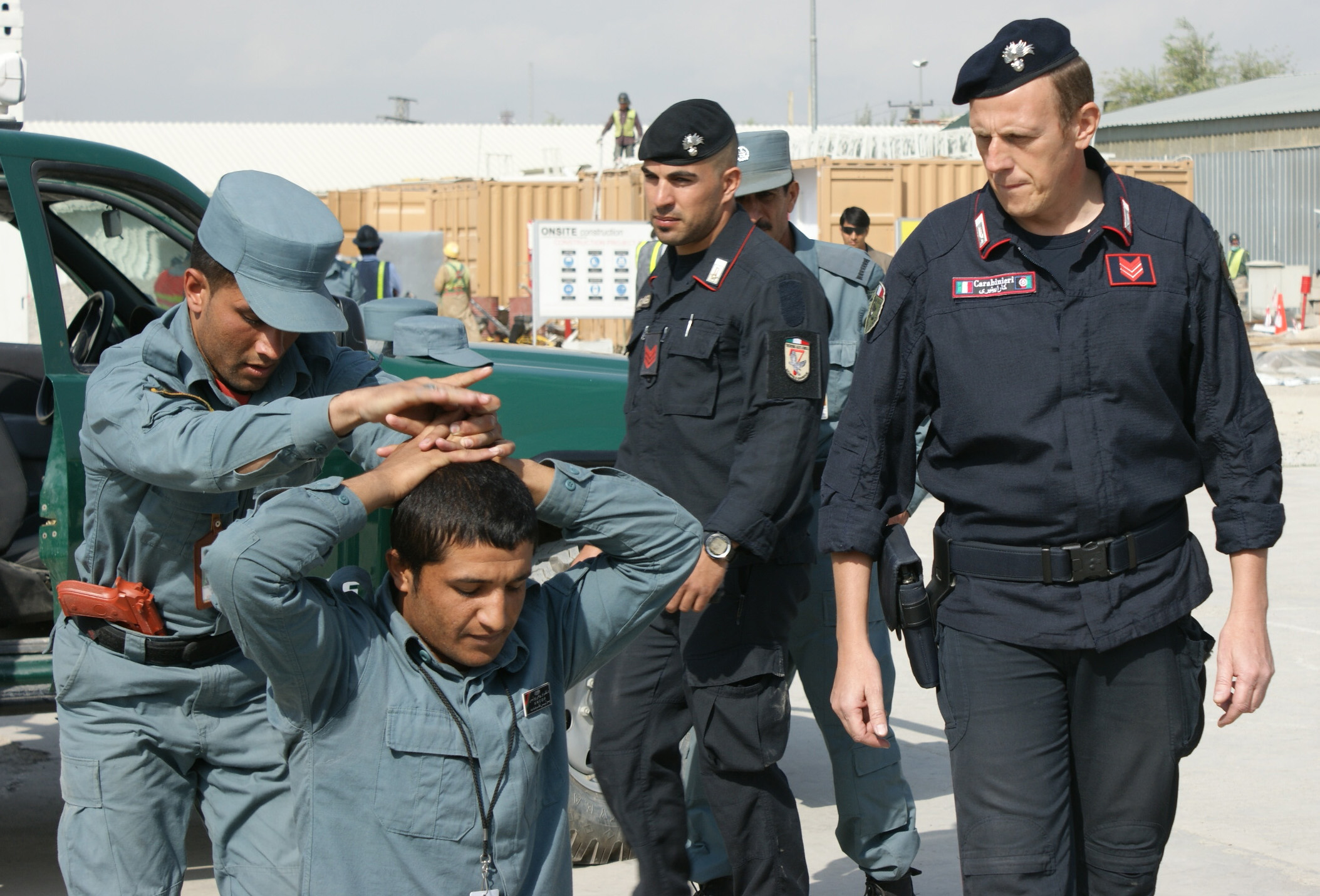
итальянские карабинеры обучают афганских полицейских (30 августа 2010)

В 2002 году правительство Италии направило военный контингент в состав сил ISAF.
В сентябре 2007 года в провинции Герат два итальянских солдата были захвачены в плен, но два дня спустя в соседней провинции Фарах они были отбиты британским спецподразделением SBS и отправлены в госпиталь на лечение.
По состоянию на 1 августа 2013 года численность контингента составляла 2825 военнослужащих.
28 декабря 2014 года командование НАТО объявило о том, что операция «Несокрушимая свобода» в Афганистане завершена. Тем не менее, боевые действия в стране продолжались и иностранные войска остались в стране — в соответствии с начатой 1 января 2015 года операцией «Решительная поддержка».
Изначально Италия планировала оставить в стране «свыше 500 военнослужащих» и сохранить за собой руководство иностранными войсками в провинции Герат, но уже в октябре 2015 года численность итальянского контингента составляла около 760 военнослужащих.
16 января 2016 года в результате взрыва ракеты, выпущенной по посольству Италии в Кабуле были ранены два охранника посольства.
В июле 2018 года численность итальянского военного контингента составляла 895 военнослужащих.
28 января 2019 года министр обороны Италии Э. Трента сообщила о том, что численность итальянского контингента в Афганистане составляет 900 военнослужащих, а также объявила о намерении вывести итальянский военный контингент из Афганистана «в течение двенадцати месяцев, до конца 2019 года».
В феврале 2020 года численность итальянского военного контингента составляла 895 военнослужащих.
14 апреля 2021 года президент США Джо Байден объявил о планах начала вывода американских войск из Афганистана в мае 2021 с завершением этого процесса к 11 сентября 2021 года. В этот же день решение о выводе войск «в течение нескольких следующих месяцев» приняли страны НАТО. 8 июня 2021 года началась эвакуация итальянских войск из Афганистана, 29 июня 2021 последние итальянские военнослужащие покинули страну.
15-16 августа 2021 года силы талибов заняли Кабул, и 16 августа 2021 года правительство Италии приняло решение отправить в Афганистан самолёты для эвакуации оставшихся в стране граждан Италии, иностранных граждан и ранее сотрудничавших с итальянскими войсками афганцев. Последний итальянский самолёт вылетел из международного аэропорта в Кабуле 27 августа 2021 года, всего итальянскими самолётами были вывезены 4900 афганцев.

## Результаты
По официальным данным министерства обороны Италии, до 28 января 2019 года, за 17 лет участия в операции в Афганистане Италия израсходовала 7 млрд. евро. Потери в личном составе за все время участия в операции - 54 военнослужащих погибшими и 723 ранеными.
Также имели место потери заболевшими (в период до 25 марта 2020 года было выявлено четыре заболевших COVID-19 солдата).
В перечисленные выше потери не включен итальянский офицер корпуса карабинеров подполковник Кристиано Конджу (Cristiano Congiu), с 2007 года проходивший службу при посольстве Италии в Кабуле в качестве специалиста по борьбе с наркотиками (рабочий контракт которого закончился 31 мая 2011 года). Он должен был вернуться в Италию, но задержался в Афганистане и 4 июня 2011 года был убит афганцами в долине Мокни уезда Хандж провинции Панджшер.
В перечисленные выше потери не включены потери «контрактников» сил коалиции (сотрудники иностранных частных военных и охранных компаний, компаний по разминированию, операторы авиатехники, а также иной гражданский персонал, действующий в Афганистане с разрешения и в интересах стран коалиции):
- так, в сентябре 2007 года в провинции Герат был ранен афганец-переводчик итальянского контингента ISAF[3]
- 4 июня 2011 года в долине Мокни уезда Хандж провинции Панджшер несколькими выстрелами был ранен афганец-переводчик Мифтахуддин, сопровождавший итальянского офицера[14]
- в начале марта 2013 года в провинции Фарах взрывом мины был ранен ещё один афганец-переводчик итальянского контингента ISAF[16]
- 25 января 2021 года в Кабуле был подорван бронированный джип «Toyota Land Cruiser» посольства Италии с местными сотрудниками посольства, один из них был ранен[17].

В перечисленные выше потери не включены финансовые расходы на участие в войне, а также сведения о потерях в технике, вооружении и ином военном имуществе итальянского контингента в Афганистане.
- по предварительной оценке, расходы Италии на участие в военной операции в Афганистане составили около 8,7 млрд. евро (из которых 840 млн. евро были "инвестированы в афганскую армию")[18]